# Lestrimelitta
Lestrimelitta (лат.) — род безжальных пчёл, из трибы Meliponini семейства Apidae. Не используют жало при защите. Хотя жало у них сохранилось, но в сильно редуцированном виде. Описан немецким энтомологом Генрихом Фризе в 1903 году.

## Распространение
Неотропика: от Мексики до Аргентины и Парагвая.

## Классификация
Около 20 видов. Первоначально таксон был описан в качестве подрода рода Trigona.
- Lestrimelitta chamelensis Ayala, 1999
- Lestrimelitta ciliata Marchi & Melo, 2006
- Lestrimelitta danuncia Oliveira & Marchi, 2005
- Lestrimelitta ehrhardti (Friese, 1931)
- Lestrimelitta glaberrima Oliveira & Marchi, 2005
- Lestrimelitta glabrata Camargo & Moure, 1990
- Lestrimelitta guyanensis Roubik, 1980
- Lestrimelitta limao (Smith, 1863) typus
- Lestrimelitta maracaia Marchi & Melo, 2006
- Lestrimelitta monodonta Camargo & Moure, 1990
- Lestrimelitta mourei Oliveira & Marchi, 2005
- Lestrimelitta nana Melo, 2003
- Другие виды